# Pieśń dwuczęściowa
Pieśń dwuczęściowa – mała forma muzyczna oparta na dwóch okresach (A+B).